# Sablons (Isère)
Sablons é uma comuna francesa na região administrativa de Auvérnia-Ródano-Alpes, no departamento de Isère. Estende-se por uma área de 10,23 km². Em 2010 a comuna tinha 2 319 habitantes (densidade: 226,7 hab./km²).